# Coupe d'Europe des nations de rugby à XIII 2018
Navigation
Édition précédente
La Coupe d'Europe des nations de rugby à XIII 2018 est la trente-quatrième édition de la Coupe d'Europe des nations de rugby à XIII, elle se déroule entre octobre et novembre 2018, et oppose la France, le Pays de Galles, l'Écosse et l'Irlande. Ces quatre nations constituent le premier niveau européen (à l'exception de l'Angleterre) et la première étape pour les qualifications à la Coupe du monde 2021. Le champion ainsi que le second sont qualifiés pour la Coupe du monde 2021, le troisième et le quatrième disputent les matchs de barrages.

## Villes et stades
| Santry (Irlande)            | Carcassonne (France)             | Galashiels (Écosse)     | Wrexham (Pays de Galles)        |
| --------------------------- | -------------------------------- | ----------------------- | ------------------------------- |
| Morton Stadium 4 000 places | Stade Albert-Domec 10 000 places | Netherdale 4 000 places | Racecourse Ground 15 500 places |
| Stade de Santry, Santry     | Stade Albert-Domec, Carcassonne  | Netherdale, Galashiels  | Racecourse Ground, Wrexham      |

## Acteurs de la Coupe d'Europe
Chaque équipe participante a la volonté de mettre en avant les joueurs locaux ayant été formés sur place et en s'appuyant sur quelques joueurs s'étant expatriés en Angleterre.

## Déroulement de la compétition

### Classement
| Groupe |                |   |   |   |   |     |     |     |
|        | Équipe         | J | V | N | D | PP  | PC  | Pts |
| 1      | France         | 3 | 3 | 0 | 0 | 106 | 38  | 6   |
| 2      | Pays de Galles | 3 | 2 | 0 | 1 | 108 | 76  | 4   |
| 3      | Irlande        | 3 | 1 | 0 | 2 | 54  | 74  | 2   |
| 4      | Écosse         | 3 | 0 | 0 | 3 | 32  | 114 | 0   |

| 27 octobre  | Irlande        | 36 - 10 | Écosse         | Morton Stadium, Santry          |
| 27 octobre  | France         | 54 - 18 | Pays de Galles | Stade Albert-Domec, Carcassonne |
| 2 novembre  | Écosse         | 12 - 50 | Pays de Galles | Netherdale, Galashiels          |
| 4 novembre  | Irlande        | 10 - 24 | France         | Morton Stadium, Santry          |
| 10 novembre | France         | 28 - 10 | Écosse         | Stade Albert-Domec, Carcassonne |
| 11 novembre | Pays de Galles | 40 - 8  | Irlande        | Racecourse Ground, Wrexham      |

|  | Champion et qualifié pour la Coupe du monde 2021     |
|  | Qualifié pour la Coupe du monde 2021                 |
|  | Qualifié pour les barrages de la Coupe du monde 2021 |

### Rencontres

#### Irlande - Écosse
(mt :  - )
Homme du match :  Liam Finn
Points marqués :
- Irlande :
- Écosse :

Évolution du score :
Arbitre :  Tom Grant

#### France - Pays de Galles
(mt : 26 - 12)
Homme du match :  Tony Gigot
Points marqués :
- France : 9 essais de Marcon (8e, 22e), Miloudi (12e), Ader (29e), Gigot (46e), Curran (53e), Escaré (58e, 79e) et Navarrete (77e) - 8 transformations de Gigot (8e, 12e, 22e, 29e, 46e, 58e), Albert (77e et 79e) - 1 pénalité de Gigot (3e)
- Pays de Galles : 3 essais de Ralph (36e), Kear (40e) et Olds (70e) - 3 transformations d'Olds (36e, 40e, 70e)

Évolution du score :
Arbitre :  James Child
Spectateurs : 
Compositions des équipes
- France : Tony Gigot - Morgan Escaré, Bastien Ader, Hakim Miloudi, Paul Marcon - Lucas Albert, Théo Fages - Romain Navarrete, Alrix Da Costa, Jason Baitieri, Benjamin Jullien, Rhys Curran, Mickaël Goudemand - Stan Robin, Lambert Belmas, Thibaud Margalet, Bastien Escamilla - Entraîneur  : Aurélien Cologni
- Pays de Galles : Elliot Kear - Dalton Grant, James Olds, Ben Morris, Rhys Williams - Courntey Davies, Josh Ralph - Ben Evans, Steve Parry (c), Dan Fleming, Rhodri Lloyd, Chester Butler, Gavin Bennion - Curtis Davies, Sion Jones, Chris Vitalini, Connor Davies - Entraîneur  : John Kear

#### Écosse - Pays de Galles
(mt : 12 - 8)
Homme du match :  Dan Fleming
Points marqués :
- Écosse :
- Pays de Galles :

Évolution du score :
Arbitre :  Benjamin Casty

#### Irlande - France
(mt : 0 - 18)
Homme du match :  Alrix Da Costa
Points marqués :
- Irlande :
- France : 4 essais de Da Costa (6e et 67e), Marcon (10e), Ader (28e) ; 3 transformations de Gigot (7e, 30e, 67e) ; 1 pénalité de Gigot (19e)

Évolution du score :
Arbitre :  Scott Mikalauskas
Spectateurs : 
Composition des équipes
- France : Tony Gigot - Morgan Escaré, Hakim Miloudi, Bastien Ader, Paul Marcon - Lucas Albert, Théo Fages - Jason Baitieri, Alrix Da Costa, Romain Navarrete, Benjamin Jullien, Rhys Curran, Mickaël Goudemand - William Barthau, Lambert Belmas, Thibaud Margalet, Bastien Canet - Entraîneur  : Aurélien Cologni

#### France - Écosse
(mt : 14 - 4)
Homme du match :  Morgan Escaré
Points marqués :
- France : 4 essais de Fages (19e), Escaré (32e, 58e), Marion (66e) ; 4 transformations d'Escaré (19e, 32e, 58e, 66e) ; 2 pénalités d'Escaré (16e, 54e)
- Écosse :

Évolution du score :
Arbitre :  Greg Dolan
Spectateurs : 5 712
Composition des équipes
- France : Morgan Escaré - Paul Marcon, Bastien Ader, Hakim Miloudi, Gavin Marguerite - Stan Robin, Théo Fages - Romain Navarrete, Alrix Da Costa, Lambert Belmas, Rhys Curran, Benjamin Jullien, Mickaël Goudemand - Anthony Marion, Bastien Canet, Valentin Yesa, Lucas Albert - Entraîneur  : Aurélien Cologni

#### Pays de Galles - Irlande
(mt : 20 - 4)
Homme du match :  Josh Ralph
Points marqués :
- Pays de Galles :
- Irlande :

Évolution du score :
Arbitre :  Gareth Hewer

## Aspects socio-économiques de la Coupe d'Europe des nations

### Télévision
Selon sa pratique, la BBC, chaine du secteur public britannique, couvre les évènements susceptibles d'intéresser ses téléspectateurs, dont cette compétition de rugby à XIII.
La chaine australienne Fox League, suit également la compétition, le rugby à XIII étant le sport roi dans ce pays.
Vià Occitanie, pour la France, s'affirme de plus en plus sur le terrain de la couverture des évènements majeurs de rugby à XIII, profitant de la place laissée  par le service public télévisuel français.
| Pays       | Chaîne        |
| ---------- | ------------- |
| France     | ViàOccitanie  |
| Angleterre | BBC Worldwide |
| Australie  | Fox League    |

### Autre médias
La victoire de la France dans le tournoi est désignée comme l' « un des cinquante meilleurs moments de la saison 2018 de rugby à XIII », par l'hebdomadaire anglais Rugby Leaguer&League Express.